# Węgierskie Siły Powietrzne
Węgierskie Siły Powietrzne (Magyar Légierő) – powstały w 1918 roku lotniczy komponent węgierskich sił zbrojnych.

## Historia

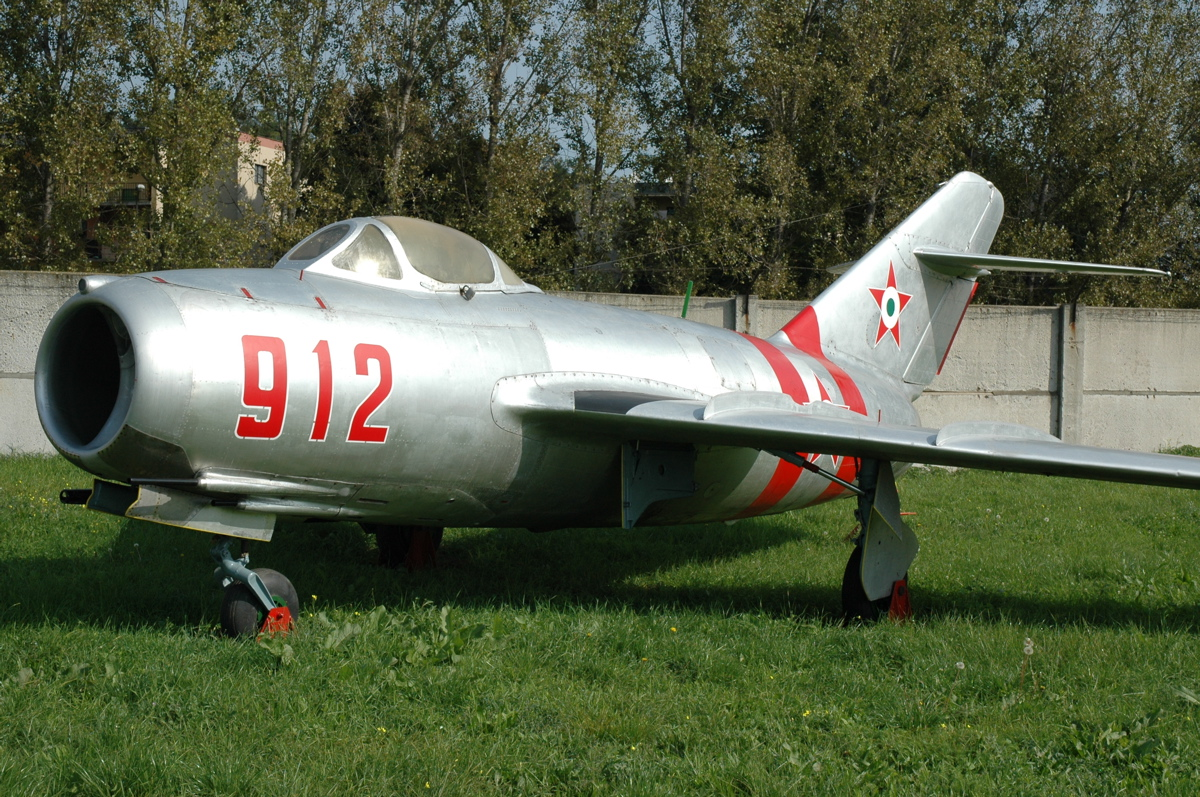
Węgierski MiG-15

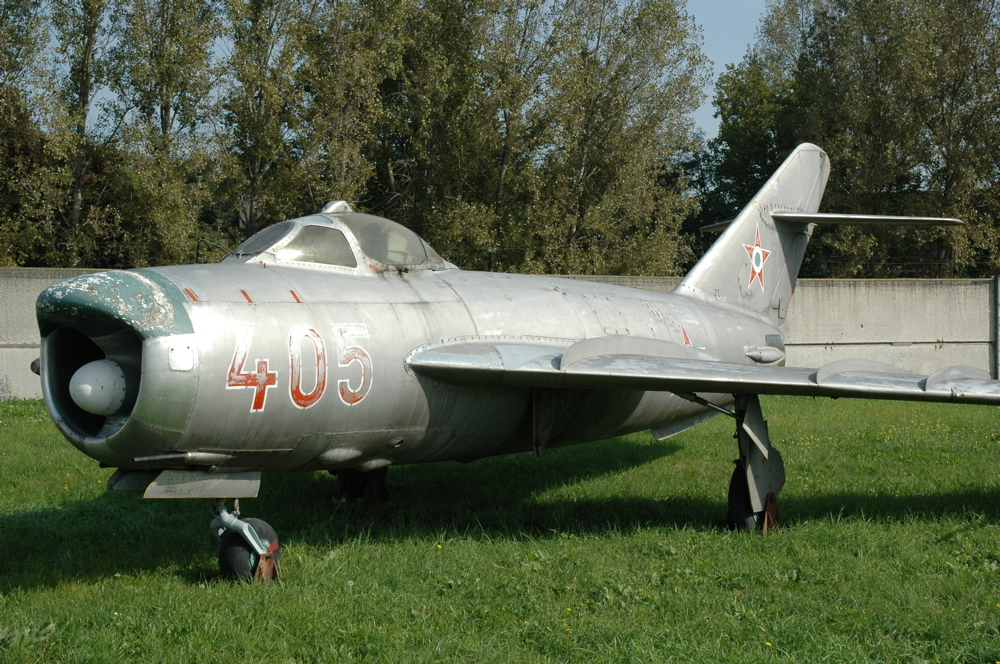
Węgierski MiG-17

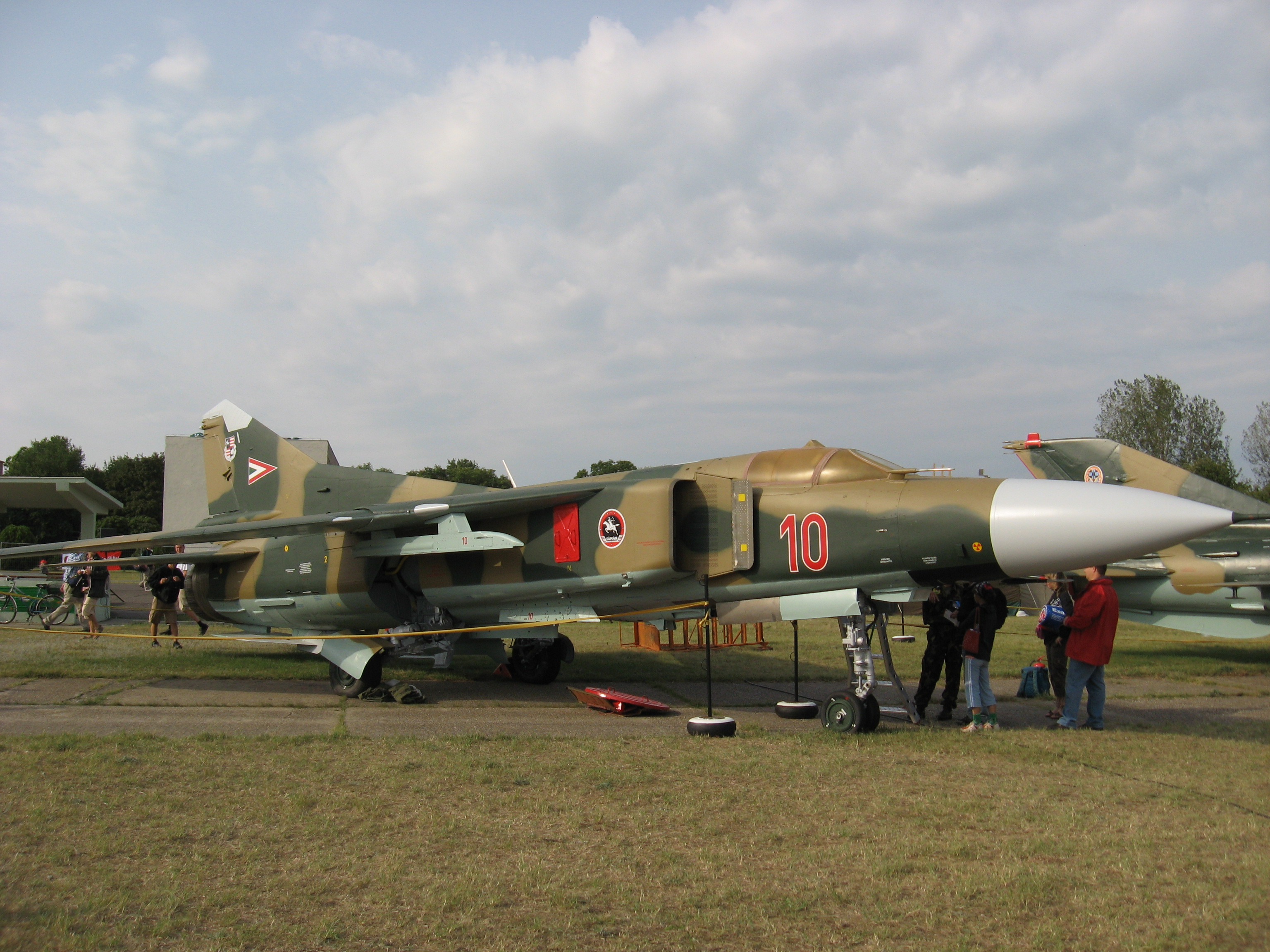
MiG-23

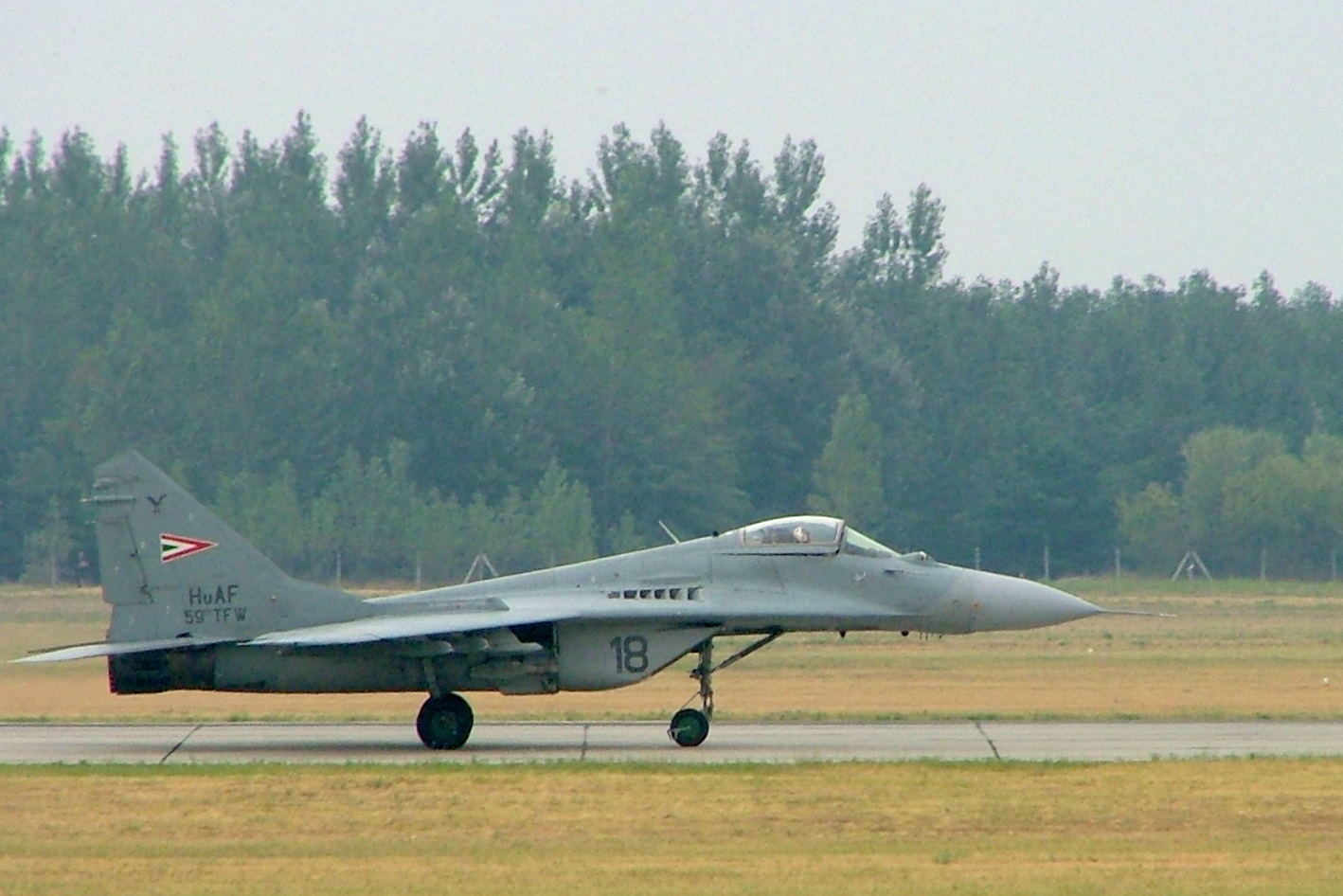
MiG-29

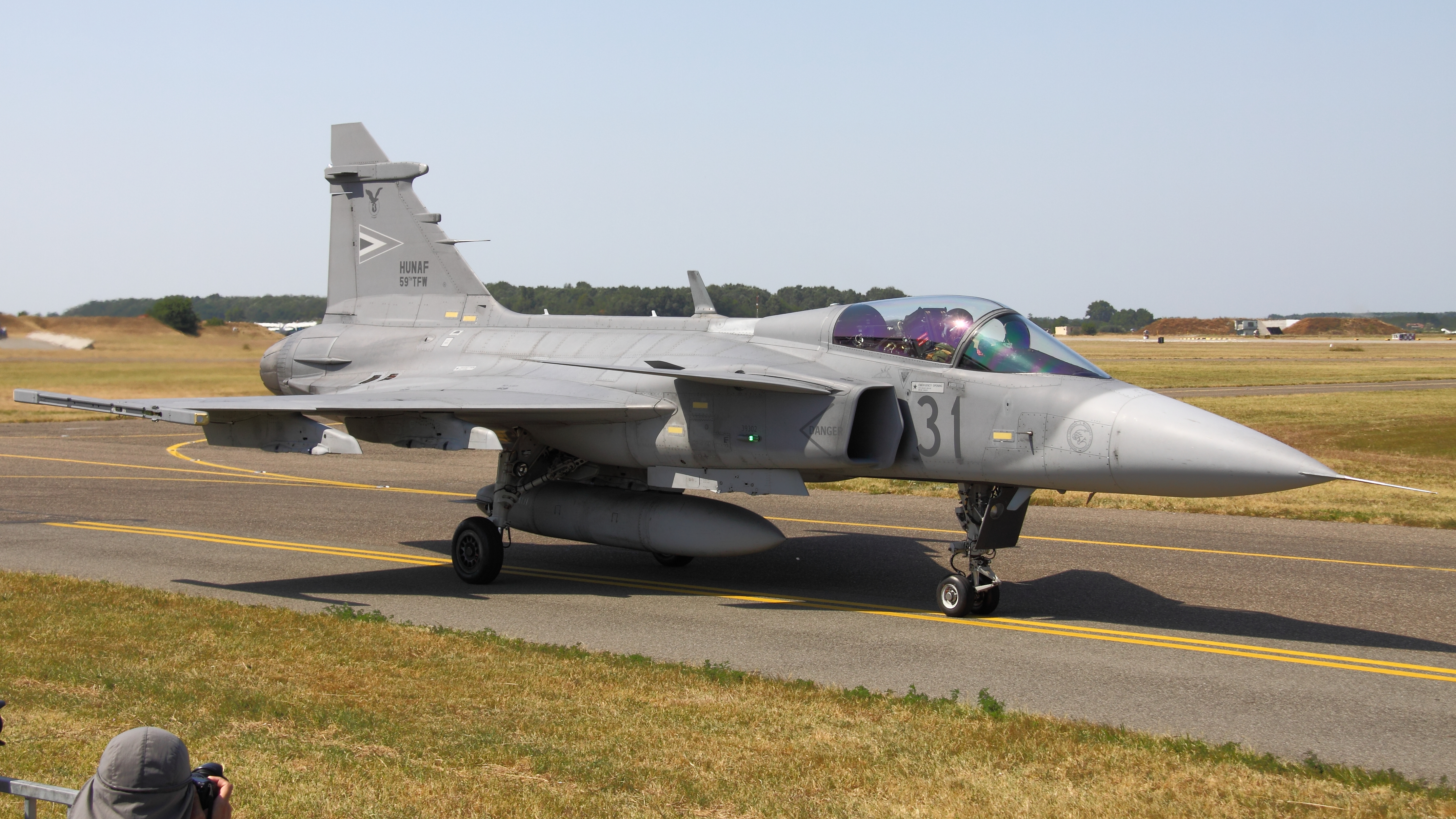
JAS 39 Gripen

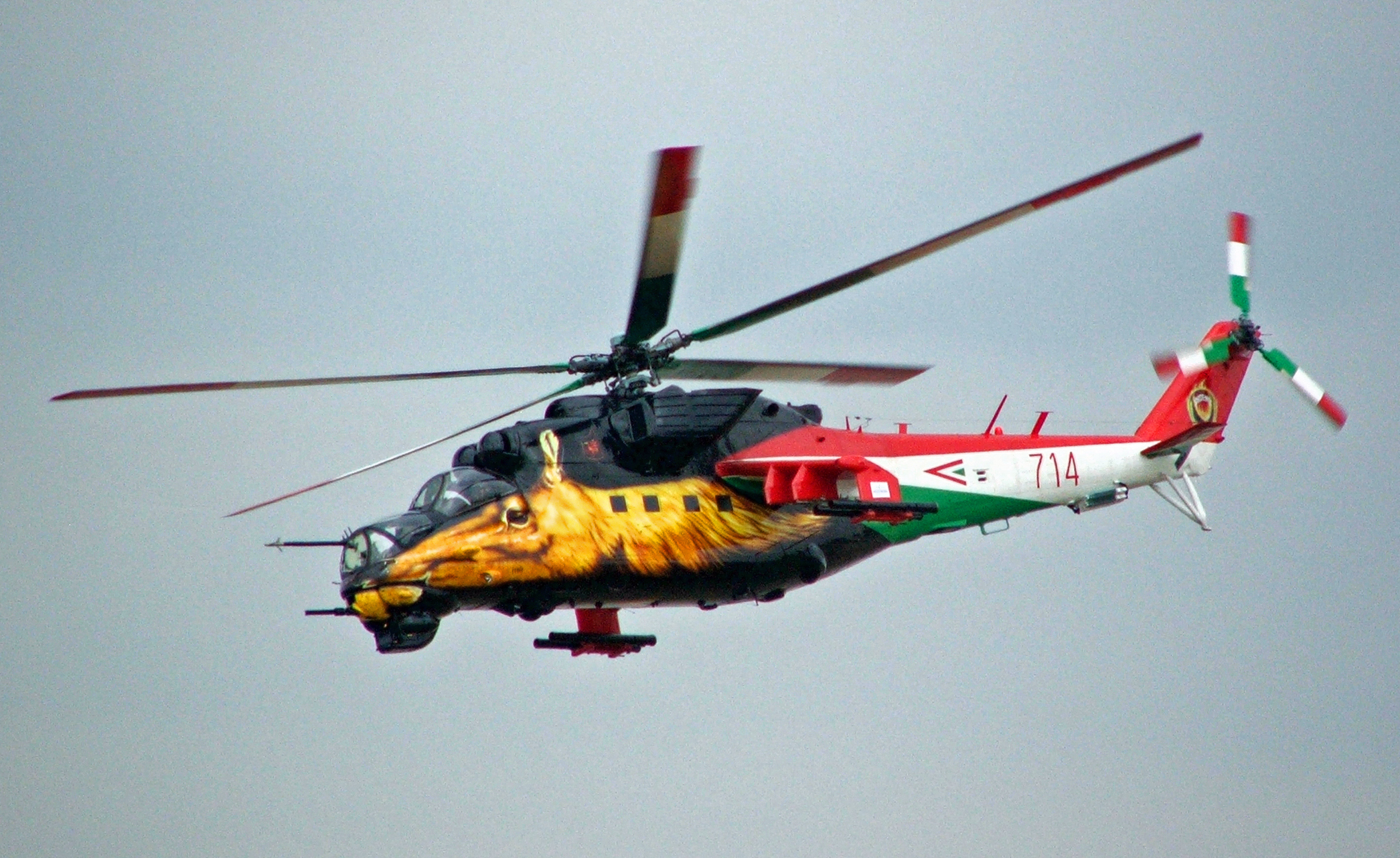
Mi-24 w malowaniu okolicznościowym

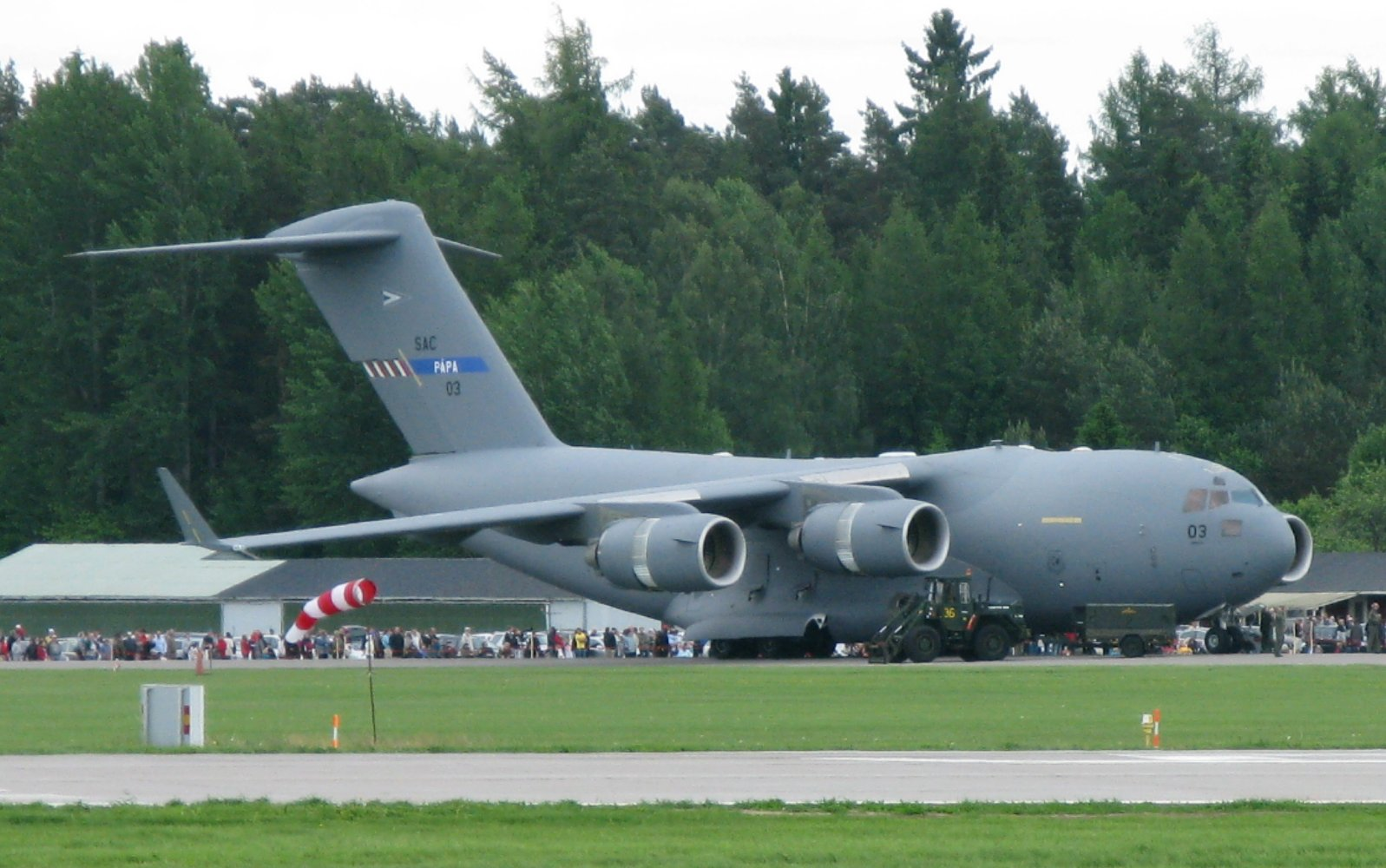
C-17

### Początki 1918-1936
Początki węgierskich sił powietrznych sięgają roku 1918, gdy po rozpadzie Austro-Węgier i zakończeniu I wojny światowej Węgry uzyskały całkowitą samodzielność. Nowo powstała Węgierska Republika Rad utworzyła Armię Czerwoną, w ramach której przewidywano działalność lotnictwa wojskowego, jednak dysponowała ona resztkami samolotów Austro-Węgier, które nie przedstawiały żadnej realnej wartości bojowej. Pomimo tego, że Republika Rad przetrwała tylko 133 dni i jej istnienie zakończyło wkroczenie wojsk rumuńskich do Budapesztu 6 sierpnia 1919 roku, to przez ten czas lotnicze godło Węgier zostało zmienione aż trzy razy. Pierwsze nawiązywało swoją kolorystyką do barw narodowych, drugie i trzecie nie różniło się od godła Związku Radzieckiego. 4 czerwca 1920 roku podpisano traktat pokojowy pomiędzy Węgrami a państwami Ententy zwany traktatem z Trianon, jedną z konsekwencji tego porozumienia było zabronienie Węgrom powszechnej służby wojskowej (liczebność armii nie mogła przy tym przekraczać 35 tys.), posiadania lotnictwa wojskowego i marynarki wojennej, zahamowany miał być również rozwój przemysłu zbrojeniowego. Pomimo tych obostrzeń lotnictwo rozwijano w aeroklubach, a w 1926 roku w Segedynie powołano szkołę lotniczą i eskadrę wywiadowczą określaną jako Ekspozytura Pocztowa i Oddział Żandarmerii Lotniczej. Kolejnym krokiem było powołanie do życia jednostek myśliwskich i bombowych określanych oficjalnie jako Ekspozytury Meteorologiczne, Kartograficzne lub Pasażerskie. Pierwsze działania mające przyczynić się do powstania sił powietrznych z prawdziwego zdarzenia podjęto w 1936 roku. Oprócz lekkich bombowców WM-16 Budapest, uruchomiono produkcję samolotu szkolnego Weiss W.M.13 i zakupiono niewielką liczbę włoskich samolotów myśliwskich Fiat CR.32, włoskich samolotów rozpoznawczych IMAM Ro.37 oraz niemieckich Heinkel He 46.

### 1938-1945
Podczas konferencji w Monachium Węgry bezskutecznie próbowały wymóc na mocarstwach zachodnich oddanie południowej części Słowacji zamieszkiwanej przez mniejszość węgierską, a utraconej w wyniku porozumienia z Trianon. Niepowodzenie to skłoniło Węgrów do zwrócenia się z prośbą o pomoc do Niemiec. Pierwszy arbitraż wiedeński doprowadził do odzyskania w 1938 roku południowej Słowacji i południowej Rusi Zakarpackiej. Zaowocowało to między innymi politycznym zbliżeniem z III Rzeszą, która zaproponowała Węgrom pomoc w organizacji i unowocześnieniu lotnictwa. Na czele grupy niemieckich doradców stanął generał Alexander Löhr, były dowódca Austriackich Sił Powietrznych. W 1938 roku siły powietrzne zwiększyły swój stan posiadania do około 230 samolotów, odbyło się to głównie dzięki niemieckim dostawom, między innymi samolotów szkolnych Bücker Bü 131 Jungmann, samolotów rozpoznawczych Heinkel He 70 Blitz i bombowców Junkers Ju 86, ale też własnej produkcji np. maszyn WM-21 Sólyom. W 1939 roku we Włoszech dokonano dalszych zakupów, na Węgry przybyły samoloty myśliwskie Fiat CR.42, bombowe Caproni Ca.135bis i Caproni Ca.310 oraz szkolne Nardi FN.315. W tym samym roku zaczęto budować na Węgrzech filie niemieckich wytwórni lotniczych Messerschmitta i Junkersa. 1 stycznia 1939 roku siły powietrzne stały się niezależną formacją węgierskiej armii. 20 listopada 1940 roku Węgry przystąpiły do paktu trzech. W kwietniu 1941 roku nastąpiło pierwsze bojowe użycie sił powietrznych w II wojnie światowej, wzięły one udział w działaniach bojowych przeciwko Jugosławii.
27 czerwca 1941 roku Węgry wypowiedziały wojnę Związkowi Radzieckiemu. 1 marca 1942 roku siły powietrzne utraciły swoją niezależność i wróciły pod kontrolę armii. W latach II wojny światowej lotnictwo węgierskie walczyło głównie przeciwko ZSRR, węgierska brygada lotnicza podporządkowana operacyjnie 8 Korpusowi Powietrznemu (VIII. Fliegerkorps) Luftwaffe liczyła etatowo 90 samolotów. W skład sił powietrznych walczących na froncie wschodnim wchodziły myśliwskie Messerschmitty Bf 109E/F/G, bombowe Junkersy Ju 87 i Ju 88 oraz licencyjny myśliwiec Re.2000 Héja I. W kwietniu 1945 roku działania wojenne zostały zakończone, a Węgry znalazły się w strefie wpływów Związku Radzieckiego.

### Okres powojenny
Na mocy traktatu pokojowego podpisanego w 1947 roku Węgrom pozwolono na posiadanie sił powietrznych w liczbie 90 samolotów (bez samolotów bombowych). Do 1949 roku używano samolotów z czasów walk po stronie Luftwaffe, ale już rok później zaczęto na nowo organizować siły powietrzne w oparciu o rozwiązania radzieckie. Stare samoloty zaczęto sukcesywnie wymieniać na sprzęt produkcji ZSRR, myśliwce Jak-9, bombowe Tu-2, szturmowo-bombowe Ił-10, transportowe Li-2, szkolne i treningowe Po-2 i UT-2. W 1951 roku złagodzono restrykcje dotyczące wielkości sił powietrznych i do końca 1953 roku ich liczebność wzrosła do 275 samolotów. W 1956 roku, w momencie wybuchu powstania w lotnictwie wojskowym służyło około 28 000 żołnierzy. W jednostkach było ok. 360 samolotów i śmigłowców. Na wyposażeniu były już odrzutowe MiG-15, a do użytku wchodziły MiG-17 i Ił-28. Do momentu wybuchu powstania Węgierskie Siły Powietrzne były najsilniejszymi wojskami lotniczymi w Europie Południowo-Wschodniej. Podczas walk, jakie wybuchły z interweniującymi na Węgrzech wojskami radzieckimi, wzięło udział lotnictwo, usiłujące nie dopuścić do zajęcia swoich baz. Lotnictwo wykorzystywane jednak było do celów rozpoznawczych i transportowych, bez walk w powietrzu, ze sporadycznymi atakami na cele naziemne. Powstanie upadło, a wojska lotnicze poniosły karę za swoją patriotyczną postawę, do końca istnienia Układu Warszawskiego odgrywały mało znaczącą rolę, posiadając niewielką liczbę samolotów. Między innymi, ZSRR odebrał przekazane Węgrom 136 myśliwców odrzutowych MiG-15 i MiG-17. W latach 60. XX wieku pojawiły się pierwsze MiG-21, a w 1979 roku MiG-23. Na początku lat 80. przybyły szturmowe śmigłowce Mi-24 stacjonujące w miastach Veszprém i Szolnok i samoloty Su-22. Pozostałą część statków powietrznych węgierskiego lotnictwa wojskowego stanowiły śmigłowce Mi-2 oraz samoloty transportowe An-24, An-26, Let L-410 Turbolet i śmigłowce Mi-8.
Na początku lat 90. XX wieku, Węgierskie Siły Powietrzne dysponowały: jednym skrzydłem myśliwskim (31. „Kapos” Harcászati Repülo Ezred) stacjonującym w Taszár, wyposażonym w dwie eskadry MiG-21 i jedną Su-22, jednym skrzydłem myśliwskim (47. „Stromfeld Aurél” Harcászati Repülo Ezred) stacjonującym w Pápa, wyposażonym w eskadrę MiG-23 i eskadrę MiG-21 oraz skrzydło myśliwskie (59. 'Szentgyörgyi Dezso Harcászati Repülo Ezred) stacjonujące w Kecskemét, w składzie którego były dwie eskadry MiG-21. W Szolnok stacjonował mieszany pułk transportowy z eskadrami An-26 i Mi-8. W Szentkirályszabadja stacjonował pułk 87. „Bakony” Hercihelikopter Ezred uzbrojony w dwie eskadry Mi-24 oraz jedną eskadrę Mi-8 i jedną Mi-17. W Börgönd stacjonowała eskadra Mi-2 „'Asbóth Oszkár”, a w Tököl 93. „Vitéz Háry László” Vegyes Repülo Osztály wyposażona w samoloty An-24, Let L-410 i Zlin-43. W czerwcu 1993 roku Węgry podpisały z Rosją umowę na dostawę 22 samolotów MiG-29. Również w tym samym roku ogłoszono konkurs na dostawę 12 samolotów szkolno-treningowych, wśród zaproszonych do udziału samolotów znalazł się również polski PZL-130 Orlik, zwycięzcą okazał się Jak-52. Jesienią 2001 roku uzgodniono dziesięcioletni leasing czternastu samolotów Saab JAS 39 Gripen (dwanaście JAS 39C i dwa JAS 39D). Pierwsze samoloty przyleciały na Węgry 21 marca 2006 roku. W lutym 2012 roku dzierżawę przedłużono do roku 2026.
Od 2009 w bazie w Pápa stacjonują trzy Boeing C-17 Globemaster III, noszą one symbole Węgierskich Sił Powietrznych, a są wykorzystywane wspólnie przez kraje NATO z programu Strategic Airlift Capability. Również w tym samym roku Węgry wycofały ze swojej floty samoloty L-39ZO Albatros. W 2010 z eksploatacji wycofano wszystkie MiG-29.
12 grudnia 2017 roku węgierski rząd ogłosił plan zakupu dwóch pasażerskich samolotów Airbus A319 od linii lotniczych Air Berlin. Okazją była upadłość niemieckiego przewoźnika, dzięki niej, 8-9 letnie samoloty udało się nabyć Węgrom za mniej niż połowę ceny katalogowej. W jej ramach, poza samolotami otrzymali oni również sprzęt naziemny do obsługi maszyn, szkolenie personelu oraz niezbędne prace dostosowawcze w bazie Kecskemét. Transakcja została sfinalizowana bardzo szybko. 31 stycznia 2018 roku pierwszy, a 1 lutego tego samego roku drugi samolot, wylądowały w bazie w Kecskemét. Maszyny posłużą do transportu żołnierzy. Węgierskie Siły Powietrzne biorą udział w operacjach zagranicznych. Własny środek transportu, niezależny od innych przewoźników, daje większą swobodę w planowaniu operacji i ich zaopatrzenia.

### Struktura

#### Baza sił powietrznych wKecskemét

##### 59. „Szentgyörgyi Dezső” Harcászati Repülőbázis – 59 Taktyczne Skrzydło Myśliwskie „Szentgyörgyi Dezső”
- „Puma” Harcászati Repülőszázad – taktyczna eskadra myśliwska, wyposażona w samoloty JAS 39 Gripen
- „Dongó” Harcászati Repülőszázad – taktyczna eskadra myśliwska, wyposażona tak samo jak eskadra „Puma”
- Szállító Repülőszázad – eskadra transportowa wyposażona w samoloty An-26

#### Baza sił powietrznych wSzolnok

##### 86. „Szolnok” Helikopterezred – 86 Pułk Śmigłowców „Szolnok”
- Szállitóhelikopter Zászlóalj – batalion śmigłowców transportowych Mi-8 i Mi-17
- Harcihelikopter Zászlóalj – batalion śmigłowców szturmowych Mi-24
- Kiképző Repülőszázad – eskadra szkolno-treningowa wyposażona w samoloty Jak-52

W skład sił powietrznych wchodzą również:
- 12. Légvédelmi Rakétadandár – 12 Rakietowa Brygada Obrony Przeciwlotniczej, na jej wyposażeniu są systemy przeciwlotnicze 2K12 Kub, Mistral, Strzała-2, Igła
- 1. Logisztikai és Támogató Zászlóalj – 1 Batalion Logistyczny

## Wyposażenie
| Typ                         | Zdjęcie | Kraj pochodzenia  | Rodzaj                                | Wersje          | Liczba sztuk | Uwagi |
| --------------------------- | ------- | ----------------- | ------------------------------------- | --------------- | ------------ | --- |
| JAS 39 Gripen               |         | Szwecja           | samolot wielozadaniowysamolot szkolny | CD              | 112          | Wypożyczone od Szwecji do 2026 roku. Dwa samoloty utracono w 2015 (z czego jeden skierowano do remontu). 1 lipca 2016 roku Szwedzi przekazali węgierskim siłom powietrznym 1 egzemplarz JAS 39D dla zastąpienia straconego w 2015 roku.   |
| Zlín Z 242L                 |         | Czechy            | samolot szkolny                       |                 | 2            | |
| Airbus A319                 |         | Niemcy            | samolot transportowy                  | Airbus A319-112 | 2            | Odkupione od Air Berlin |
| An-26                       |         | ZSRR              | samolot transportowy                  |                 | 5            | |
| Dassault Falcon 7X          |         | Francja           | samolot transportowy VIP              |                 | 2            | [ 8 ] |
| Boeing C-17 Globemaster III |         | Stany Zjednoczone | samolot transportowy                  | C-17ER          | 3            | Program SAC – samoloty są własnością państw NATO. |
| Eurocopter AS-350B Écureui  |         | Francja           | śmigłowiec wielozadaniowy             |                 | 2            | |
| Mi-24                       |         | ZSRR              | śmigłowiec szturmowy                  | Mi-24WMi-24P    | 6            | Na mocy kontraktu podpisanego w 2017 roku przez Budapeszt z koncernem Wiertalioty Rossii wszystkie maszyny mają zostać poddane przeglądom naprawczym. We wrześniu 2018 roku dostarczono cztery pierwsze śmigłowce po dwa Mi-24P i Mi-24W. |
| Mi-17                       |         | ZSRR              | śmigłowiec transportowy               | N               | 7            | W dniu 7 lipca 2016 roku podpisano kontrakt o wartości 12,75 mln euro na remont czterech Mi-17. |
| Eurocopter H145             |         | Francja Niemcy    | śmigłowiec wielozadaniowy             | H145M           | 20           | W 2018 roku Węgierskie Ministerstwo Obrony zawarło z koncernem Airbus Helicopters kontrakt na zakup 20 lekkich śmigłowców H145M wyposażonych w system uzbrojenia HForce, w ramach programu modernizacji sił zbrojnych Zrinyi 2026.        |
| H225M                       |         |                   | śmigłowiec wielozadaniowy             |                 | 0/16         | W 2018 roku Węgierskie Ministerstwo Obrony zawarło z koncernem Airbus Helicopters kontrakt na zakup 16 śmigłowców wielozadaniowych H225M Caracal wyposażonych w system uzbrojenia HForce.                                                 |
| Robinson R44                |         | Stany Zjednoczone | śmigłowiec szkolny                    | R44             | 3            | |
| Elbit Skylark I             |         | Izrael            | BSL                                   | Skylark I       | 9            | |